# Liolaemus orientalis
Liolaemus orientalis este o specie de șopârle din genul Liolaemus, familia Tropiduridae, descrisă de Müller în anul 1924.

## Subspecii
Această specie cuprinde următoarele subspecii:
- L. o. orientalis
- L. o. chlorostictus